# Sonya Rowe
Sonya Rowe es una jinete irlandesa que compitió en la modalidad de concurso completo. Ganó una medalla de bronce en el Campeonato Europeo de Concurso Completo de 1993, en la prueba por equipos.

## Palmarés internacional
| Campeonato Europeo | Campeonato Europeo       | Campeonato Europeo | Campeonato Europeo |
| Año                | Lugar                    | Medalla            | Categoría          |
| ------------------ | ------------------------ | ------------------ | ------------------ |
| 1993               | Achselschwang (Alemania) | Medalla de bronce  | Por equipos        |